# ريتش لوري
ريتش لوري (بالإنجليزية: Rich Lowry)‏ هو صحفي أمريكي، ولد في 22 أغسطس 1968 في مقاطعة أرلنغتون في الولايات المتحدة.

## وصلات خارجية
- ريتش لوري على موقع IMDb (الإنجليزية)
- ريتش لوري على موقع إن إن دي بي (الإنجليزية)